# 김교각
김교각(金喬覺, 697년~794년)은 신라의 승려이다, 법명은 석지장(釋地藏)이다.
신라 왕족 출신이다. 24세에 당나라에서 출가하여 교각(喬覺)이라는 법호를 받았다. 안후이성 구화산에서 화엄경을 설파하며, 중생을 구제하는 지장보살(地藏菩薩)의 화신으로 평가받았다.
그의 행적은 813년 중국 당나라 비경관(費冠卿)이 쓴 구화산 화성기(九華山化城寺記), 이용(李庸)이 편찬한 구화산지(九華山志) 등에 기록되어 있으며, 동 시대를 살았으며, 입적 후 19년 뒤에 쓰인 당나라 비경관(費冠卿)의 저서가 가장 정확한 것으로 파악되고 있다. 비경관은 구화산이 있는 지주 청양현 사람으로 학문이 뛰어났으며, 구화산 소미봉에 은거한 것으로 나타나 가장 객관적으로 구화산과 김교각을 관찰한 사료로 평가되고 있다.
최근 개인이 소장중이다가 공개한 신라의 명문유물의 기록에 따르면 당나라가 아닌 서(西)신라국에서 출가한 것으로 기록되어있다.

## 생애
중국의 기록에는 신라의 왕자란 기록만 있을 뿐, 신라 어느 왕의 자손이라는 기록은 없다. 따라서 비경관의 기록에 있는 출생 연대로 유추하여 삼국사기의 기록을 참조해 볼 때, 김교각은 서기 697년 신라 제32대 효소왕 4년 서라벌 궁궐에서 태어난 차남 수충으로 파악된다. 그의 아버지는 후에 제33대 성덕왕이다.
701년 수충의 나이 4세 때 32대 효소왕을 대신하여 섭정을 하던 신목왕후가 암살되고, 몇 년 후 효소왕이 후사없이 세상을 떠나자 김흥광이 왕위에 오르니 33대 성덕왕이다.
이후 수충이 화랑이 되었을 때 친모 성정왕후와 성덕왕 사이에 후궁 문제로 갈등이 일어나 세속의 생활에 환멸을 느끼게 된다.
721년 24세의 나이로 신라를 떠나 당나라 건너가 출가하여 불교에 귀의하였다.
이후 구화산에 자리를 잡고, 구도 활동을 하다가, 구화산에서 75년을 수련하여 99세에 열반에 들었다. 794년 제자들을 모아놓고 고별인사를 한 뒤 입적하였는데, 자신의 시신을 석함에 넣고 3년 후에도 썩지 않으면 등신불로 만들라는 유언을 남겼다. 열반에 든 후 산이 울면서 허물어지고 하늘에서는 천둥소리가 났다고 한다.
최근 국내에서 개인이 소장하고 있던 신라 명문유물이 공개되었다.
해당 유물에는 서(西)신라국이라는 명칭과 함께 김교각의 생애에 대해 기록되어있다.
내용은 지장보살은 대철국 산의 서쪽 제일 먼 곳에 있고 이대도장이 어머니를 위해 설법하시고 억겁의 시간을 타고 천상의 부처가 된 후 1,500년, 인간 세상에 태어났다. 우리 가문의 서 신라국 왕자 성은 김이요. 이름은 교각. 당나라 정관 2년(서기 628년), 7월 30일 생이다. 영휘(永徽) 4년(653년) 머리를 깎고 배를 타고 왔다. 구자산꼭대기에서 75년을 단좌(端坐)하고 개원 16년(728년) 7월 20일 밤에 이르러 나이 99세에 도를 이루고 입정(入定)한지 지덕(至德) 2년(757년) 7월 30일 현귀한 신령이 되어 나타나 탑을 세우고 그 땅에 도를 크게 일으켰다. 민공이 승복 1벌만한 땅을 은혜로 베풀어(地, 閔公惠地一架娑) 사람의 힘이 아닌 것이 없어 자연히 신통해지고 조용히 솟아 나와 ㅁ이 없었다. 천신이 장차 민공이 세운 승복 1벌만 ㅁ탑의 땅에 홀로 일어나 보탑을 만들었는데 9마리 용이 구슬을 가지고 놀던 땅이라 하여 이름이 9룡(명)이다. 지장 천신이 만든 탑이 지금까지 매번 광명(光明)을 내고 있다.

## 가계
- 부왕 : 성덕왕(聖德王, 691~737 재위:702~737)
- 모후 : 성정왕후(成貞王后 金氏)

## 관련 문헌
- 삼국사기(三國史記), 김부식, 1145년
- 구화산화성기(九華山化城寺記), 비관경(費冠卿), 813년
- 구화산지(九華山志), 이용(李庸)
- 지장보살전집